# نويبراندنبورغ
نويبرندنبورغ (بالألمانية: Neubrandenburg) هي city with tens of thousands of inhabitants، بلدة ألمانية وMajor regional center تقع في ألمانيا في Landkreis Mecklenburgische Seenplatte. يقدر عدد سكانها بـ 65,282 نسمة .

## المدن التوأمة
مدن كولينيو، فلنسبورغ، Gladsaxe Municipality، كشالين، الناصرة، نيفير، بيتروزوفودسك، فيلجويف، يانغتشو، ملادا بوليسلاف، الناصرة، فوزهو وفلنسبورغ (مينيسوتا) هي مدن توأمة لـنويبرندنبورغ.

## أعلام
- فيليب كولين
- إرنست بول
- روديغر هيلم
- كريستيان بلوم
- جانا سورجرز
- فرانز إنجل
- فرانز بول